# Bornambusc
Bornambusc és un municipi francès situat al departament del Sena Marítim i a la regió de Normandia. L'any 2007 tenia 258 habitants.

## Demografia

### Població
El 2007 la població de fet de Bornambusc era de 258 persones. Hi havia 85 famílies de les quals 15 eren unipersonals (4 homes vivint sols i 11 dones vivint soles), 26 parelles sense fills i 44 parelles amb fills.
La població ha evolucionat segons el següent gràfic:
Habitants censats

### Habitatges
El 2007 hi havia 96 habitatges, 87 eren l'habitatge principal de la família, 5 eren segones residències i 4 estaven desocupats. Tots els 96 habitatges eren cases. Dels 87 habitatges principals, 78 estaven ocupats pels seus propietaris, 6 estaven llogats i ocupats pels llogaters i 3 estaven cedits a títol gratuït; 1 tenia dues cambres, 11 en tenien tres, 18 en tenien quatre i 56 en tenien cinc o més. 69 habitatges disposaven pel capbaix d'una plaça de pàrquing. A 37 habitatges hi havia un automòbil i a 43 n'hi havia dos o més.

### Piràmide de població
La piràmide de població per edats i sexe el 2009 era:
| Homes | Edats   | Dones |
| ----- | ------- | ----- |
| 0     | 95 o +  | 0     |
| 0     | 90 a 94 | 0     |
| 0     | 85 a 89 | 0     |
| 4     | 80 a 84 | 0     |
| 4     | 75 a 79 | 0     |
| 0     | 70 a 74 | 4     |
| 4     | 65 a 69 | 12    |
| 4     | 60 a 64 | 4     |
| 8     | 55 a 59 | 0     |
| 20    | 50 a 54 | 24    |
| 4     | 45 a 49 | 12    |
| 12    | 40 a 44 | 0     |
| 8     | 35 a 39 | 12    |
| 8     | 30 a 34 | 8     |
| 4     | 25 a 29 | 4     |
| 16    | 20 a 24 | 4     |
| 12    | 15 a 19 | 12    |
| 12    | 10 a 14 | 8     |
| 0     | 5 a 9   | 16    |
| 8     | 0 a 4   | 4     |

## Economia
El 2007 la població en edat de treballar era de 168 persones, 115 eren actives i 53 eren inactives. De les 115 persones actives 104 estaven ocupades (60 homes i 44 dones) i 11 estaven aturades (5 homes i 6 dones). De les 53 persones inactives 24 estaven jubilades, 14 estaven estudiant i 15 estaven classificades com a «altres inactius».

### Ingressos
El 2009 a Bornambusc hi havia 95 unitats fiscals que integraven 285 persones, la mediana anual d'ingressos fiscals per persona era de 16.576 €.

### Activitats econòmiques
L'únic establiment que hi havia el 2007 era d'una empresa de fabricació d'altres productes industrials.
L'únic servei als particulars que hi havia el 2009 era un taller de reparació d'automòbils i de material agrícola.
L'any 2000 a Bornambusc hi havia 10 explotacions agrícoles que ocupaven un total de 316 hectàrees.

## Poblacions més properes
El següent diagrama mostra les poblacions més properes.